# Bàndicut de Papua
El bàndicut de Papua (Microperoryctes papuensis) és una espècie de marsupial de la família dels bàndicuts endèmica de Papua Nova Guinea. El seu hàbitat natural són els boscos secs tropicals o subtropicals.